# پمپ الکترومغناطیس
پمپ الکترومغناطیس(به انگلیسی: Electromagnetic pump) پمپی است که فلزات مایع، نمک مذاب ، آب نمک یا دیگر مایعات رسانای الکتریکی را حرکت می دهد. یک میدان مغناطیسی در زاویه ای مناسب نسبت به جهت حرکت سیال قرار می گیرد و جریانی الکتریکی از آن می گذرد. این باعث می شود تا میدان مغناطیسی نیرویی بر سیال وارد کند که آن را حرکت می دهد.
برخی از کاربردهای پمپ الکترومغناطیس شامل پمپاژ فلزات مایع در سیستم خنک کن یا بسیاری از انواع دستگاه های لحیم کاری موجی است.

## چگونگی کارکرد

شماتیک پمپ الکترومغناطیس

میدان مغناطیسی (brc) همواره اطراف رسانای حامل جریان (I) وجود دارد. هنگامی که رسانای حامل جریان در یک میدان مغناطیسی بیرونی (Bap) قرار می گیرد، نیرویی عمود بر جهت I و Bap بر رسانا وارد می شود. علت این موضوع تمایل به همراستا بودن میدان مغناطیسی تولید شده توسط رسانا و میدان مغناطیسی بیرونی است، مشابه این اثر را می توان میان دو آهنربای معمولی نیز مشاهده کرد.
این قاعده در پمپ اکترو مغناطیس به کار می رود. جریان از یک سیال رسانا عبور می کند، دو آهنربای دائمی همانند شکل میدان مغناطیسی بیرونی را تولید می کنند، جریان عبوری دارای چگالی جریان(J) و میدان مغناطیسی ناشی از آن میدان مغناطیسی واکنشی brc نامیده می شود. دو میدان مغناطیسی Bap و brc تلاش می کنند با هم همراستا شوند و این حرکت مکانیکی سیال را ایجاد می کند.

## کتاب شناسی
- R. S. Baker Handbook of Electromagnetic pump technology

## پیوند ها به بیرون
- demo بایگانی‌شده  در ۱۰ سپتامبر ۲۰۱۲ توسط Wayback Machine
- Analysis and Design of Electromagnetic Pump
- Patent granted for Einstein-Szilard Refrigerator (which uses the Einstein-Szilard Electromagnetic Pump), American Physics Society